# Cecilia Barriga
Cecilia Barriga (Concepción, Chile, 1957) é uma diretora, roteirista e produtora audiovisual hispana-chilena que utiliza em seus trabalhos diversos formatos e gêneros como: videoarte experimental, performance, documentário e cinema de ficção. Ativista feminista, tem documentado desde o início da sua carreira em 1982, a situação das mulheres no mundo e a construção de identidades individuais e coletivas. Também tem acompanhado de perto o processo de movimentos cidadãos como o 15M na Espanha, “Occupy Wall Street” nos EUA e os protestos de estudantes no Chile. Constante viajante, além do Chile e da Espanha, também morou em Nova York, Havana, Berlim e Zurique. Seus trabalhos foram exibidos internacionalmente em museus de arte contemporânea, canais de televisão, festivais e salas de cinema.

## Formação
Realizou seus primeiros estudos em Concepción, até que em 1977, aos 19 anos, se exilou na Espanha, fugindo da ditadura chilena. Em Madri estudou imagem e som na Universidade Complutense e se formou em 1985. Uma década depois, continuou sua formação em outros países: em 1994 fez um curso de documentários na Escola San Antonio de Banhos em Havana (Cuba). De 1995-1996 realizou um seminário de escritura criativa audiovisual na Universidade de Columbia, Nova York. Em 2008 ganhou uma bolsa para escrever roteiros no Centro de Arte Montehermoso y Art in residency. Villa Strauli. Winterthur. Suíça.

## Trajetória profissional
Em sua obra retrata o tratamento da mulher através de uma perspectiva feminista e promove a reflexão sobre a construção de identidades individuais e coletivas. O contexto da ditadura que vivenciou no Chile durante sua adolescência, é determinante para entender a preocupação que sempre tem pela denúncia de qualquer forma de repressão das liberdades, evidencia a própria cineasta em "O que fica de mim", um texto autobiográfico que explica seu interesse pela videoarte e seu processo na criação audiovisual.
Em seu primeiro trabalho, "Entre actos" (1982) experimenta videoarte, um gênero que - segundo Barriga - estava se tornando conhecido na Espanha, mas ainda era ignorado pela grande maioria dos especialistas e acadêmicos relacionados com o mundo audiovisual. Na peça, propõe o retrato minimalista de uma mulher que realiza solitários e repetitivos gestos que a relacionam com objetos e utensílios do trabalho doméstico. De uma forma parecida, explora no ato repetitivo e solitário o contato com seu corpo como um objeto de prazer.

No fundo é a representação da opressiva solidão e repetição do trabalho doméstico e a reivindicação da masturbação como a afirmação da apropriação do prazer individual como uma via de libertação.
Em 1984, realiza seu primeiro documentário: Alcobendas puede ser un nombre de mujer. Diante da pergunta "O que é ser mulher?" propõe a diferentes mulheres da cidade a reflexão que constata a dificuldade em definir um conceito aparentemente fácil e culturalmente dimensionado. O documentário recebeu o Prêmio Nacional de Vídeo do Instituto de la Mujer.
Com o vídeo experimental Voix on eine pista (1987), a cineasta retrata um passeio abstrato e um tanto surrealista pela vida de um personagem ausente e perdido. No palco de uma pista de atletismo aparecem uma série de personagens de diferentes nacionalidades dando depoimento em seus respectivos idiomas (francês, português, inglês, alemão e espanhol) a respeito da vida de Gregorio Sánchez, a quem só vemos minutos antes de iniciar sua carreira, solitário, nessa pista também desolada.
Em 1988, Barriga volta pela primeira vez ao Chile com uma câmera e roda o documentário Chile, por qué no sé, no qual apresenta os momentos de exaltação depois da vitória do “Não” ante o referendo convocado por Augusto Pinochet e a volta do país à democratização.
De 1990 a 1991 realiza uma de suas obras mais reconhecidas, Encuentro entre dos reinas, um curta-metragem de 14 minutos, nos moldes do cinema mudo, em que, por meio de textos e música de piano, se articula um drama de duas bandas entre Marlene Dietrich e Greta Garbo, as fazendo coincidir com a apropriação de fragmentos de filmes. O trabalho é articulado sobre a desconstrução de gênero e dialoga com o livro Gender Trouble de Judith Butler, publicado nos Estados Unidos nesse mesmo ano e porta-estandarte dos estudos feministas e queer nas universidades americanas durante os anos 90. É uma das peças queer com maior projeção internacional no circuito artístico, presente em instituições como o MoMA (Nova York), Whitney Museum (Nova York), Museu Nacional Centro de Arte Reina Sofía e Museu Guggenheim (Bilbao).
Na instalação Esquizo Formas (1991), Barriga utiliza uma coluna de 3 monitores que reproduzem o corpo humano dividido em três partes. Nesses monitores são projetadas imagens de partes do corpo de várias pessoas que dançam ao ritmo da música. Aos poucos, os corpos se misturam com partes diferentes e o resultado é uma combinação deformante de pessoas, uma mulher com tronco de homem e pés de criança, por exemplo, ou outras combinações. Em outra parte da instalação, o espectador é colocado em um ponto de luz, onde deve olhar para a projeção e por sua vez se vê refletido em outra coluna formada por dois espelhos do mesmo tamanho e colocados na mesma altura dos monitores que deveria contemplar. No monitor superior que corresponde à cabeça, há uma série de closes frontais de estrelas de cinema famosas olhando para a câmera. Como conseqüência, o espectador vê seu corpo com rosto de uma pessoa famosa.
Em 1994 filmou La herida de mi ojo sobre a Cuba contemporânea.
Em Pekín no fue un sueño (1995), documenta a IV Conferência Mundial da Mulher convocada pelas Nações Unidas em Beijing. Mulheres de todo mundo refletiram sobre os pilares de batalha dos anos 1960 e 1970 que ainda vigentes mantêm a desigualdade.

Com Calor City (1996) realizou uma ação em Nova Iorque durante a grande nevada que paralisou Manhattan durante várias horas. Com um vídeo projetor portátil passeou pelas ruas fazendo projeções sobre as montanhas brancas de neve que tampavam os carros com imagens do sol e as águas caribenhas de Cuba. 
No fundo quis sugerir com um simples ato, que em circunstâncias extremas uma grande cidade com tanto poder como Manhattan, podia ser tão vulnerável e precisar ajuda de outros lugares muito menos poderosos e mais pobres como Cuba, com seu calor e sua energia natural.
Durante os anos 2000, a cineasta continua com a criação de vídeos, embora o tom da mensagem se torne mais íntimo e autobiográfico. É o caso de Amor Veloz (2000) uma peça de vídeo arte para ser projetada numa grande sala. Pela janela de um trem em alta velocidade vemos a típica paisagem do sul de Espanha. A imagem é sempre dessa viagem e nunca descobrimos o interior do trem. Surge um texto que corresponde ao pensamento de um suposto personagem que vai sentado em frente a esta janela e suas percepções sobre uma mulher que está sentada a sua frente, como uma homenagem a Marguerite Duras.
Também em 2000 roda em Nova Iorque Cuando amo, amo no marco do cinema de ficção. Um curta metragem que fala do amor como construção imaginária e do desamor como pesadelo construído. Uma ambígua escritora-escritor conta suas dores por seu amor perdido. A raiva e a dor de sentir-se abandonada(o) na imensidão de Manhattan lhe fazem pensar também na destruição dessa cidade, ferida por anos de civilização cruel.
Em 2000 estreia Time's Up! (Se acabó el tiempo), seu primeiro longa metragem protagonizado pela argentina Leonor Benedetto. Uma comédia em preto e branco rodada em Nova Iorque, que conta as vivências de uma psicóloga que, cansada de pagar aluguéis, compra uma caravana para consultar seus pacientes, tendo como pano de fundo a situação política na América Latina, especificamente na Argentina e Chile . O filme foi apresentado no Festival Presenta na seção Zabaltegi
El camino de Moisés (2003), um documentário destinado para o programa Documentos TV de A 2 da TVE, mostra a transição que o protagonista faz de sua identidade de nascimento com a genitalidade feminina para transformação de sua identidade masculina. Desde uma posição queer, este documentário propõe uma reflexão sobre a questão de gênero e o transgênero como categorias em constante modificação.
Lloro (2004), é uma videoinstalação com duas grandes telas confrontadas nas quais a própria autora é retratada chorando diante da câmera sobre todas as situações e momentos que a marcaram. Imagens de guerra, a morte de seu pai, lembranças de amores perdidos, paisagens destruídas, imagens de filmes que a fizeram chorar, etc. 
É uma colagem extensa, longa e variada, na qual você pode ouvir o rasgo do meu choro disparado de um uma forma tão despojada que é quase pornográfica..
No ano de 2005 apresenta El origen de la violencia. O vídeo procura os processos ocultos pelos que a violência se desencadeia. Um menino começa a maltratar o seu gatinho, num lugar perdido da selva amazônica. Barriga pergunta-se qual foi o motivo que desencadeou a ação. Da mesma maneira, as mulheres têm sido tratadas ao longo da história como identidade secundária ao sujeito social. 
Durante séculos o feminino tem sido tratado pelo poder como uma identidade pobre e débil. Como esse menino indígena, também habitante de uma periferia, neste caso a do desenvolvimento. Esse desprezo, essa subvalorização nos enche de raiva e de ira contida (Barriga, 2005: 58).
 Também em 2005 apresenta o documentário Ni locas ni terroristas, no Festival de Cinema de San Sebastian
Em 2006 inicia sua colaboração com a suíça Claudia Lorenz em dois curtas metragens: El día del euro (2006) e Im Fluss (En el río). A história de um encontro casual de duas mulheres em Zurique que viveram uma história de amor em sua juventude. O filme foi selecionado entre os 20 melhores documentários do programa Documentos TV da Televisão Espanhola.
No ano de 2010, Barriga realiza 5000 feminismos, um documentário de 52 minutos que retrata a força política organizativa do feminismo, a partir do encontro de 6 de dezembro de 2009, onde foi comemorado o 30º aniversário das primeiras Jornadas Feministas de Granada com uma manifestação pelo centro da cidade com cerca de 5.000 feministas. Durante duas horas, as mulheres realizaram uma batucada, nomeada de a irmandade da "mesma buceta", performance do coletivo Medeak, dezenas de faixas seguradas por milhares de corpos personificavam a amplitude da identidade feminista do sujeito.
Em 2012, seu filme Time's up! (2000) foi incluído no circuito El Silencio del Palacio. Perspectivas del cine feminista do Museu Reina Sofía de Madri.

Em 2013, estreia Tres instantes, un grito gravado em 2011, documentando a experiência da primavera árabe, o 15M, Syntagma, Occupy Wall Street e o movimento estudantil chileno. 
Nos três casos aparecem retóricas e referências a um feminismo prático. Há outras ressonâncias, outras formas de entender a política, dissidentes a respeito das formas tão clássicas e masculinas da esquerda tradicional, afirma a cineasta em entrevista sobre o documentário e seu processo de criação.
 No ano de 2014 participa do livro coletivo Feminismos Lesbianos e Queer coordenado por Beatriz Suárez Briones com o capítulo Posições em Comparação com o Queer. 

## Arte feminista
A questão da nova identidade histórica da mulher ganha certo destaque a partir dos anos 1970. Cecilia Barriga tenta refletir sobre isso em muitas de suas obras. Para mim, “arte feminista” é a transição inevitável que muitas mulheres fizeram para chegar ao nosso verdadeiro espaço, ou seja, “outro” mais igualitário e diferente, explica Cecilia Barriga.
Estes elementos são constantes em seu trabalho: a representação do feminino (com todo espectro em que se articula, seja sob uma identidade de gênero ou com a reivindicação do feminismo como caminho necessário), as demais opções sexuais, tanto o lesbianismo como a transexualidade ou a mobilidade dos estereótipos sexuais, a denúncia social, a multiculturalidad, a dor do desamor e a solidão do ser humano.

## Videografia e filmografia
- 2013 - Tres instantes, un grito - Documentário. 96' - Roteiro, Direção e Produção
- 2010 - Casa de red - 8' - Vídeo criação
- 2010 - Mujeres por un mundo mejor - Documentário
- 2010 - Arco nano - (Arte pequena) 2'
- 2010 - El esqueleto tatuado - Vídeo performance
- 2010 - 5000 feminismos - Documentário - Roteiro e Direção
- 2008 - Deseo del agua - Produção Independente
- 2008 - Ojo eje - 6' Vídeo criação
- 2008 - Ficciones sobre el documental - Vídeo criação - Festival Documenta Madrid08
- 2007 - Pequeñas manipulaciones sobre género, identidad y otras representaciones - Vídeo instalação - Exposição Kiss Kiss Bang Bang - Museu de Bellas Artes de Bilbao.
- 2007 - El Día del euro - 6' - Co-direção - Vídeo artístico. Projeto Madrid Processos 06 AVAM (CRAC)
- 2007 - Im Fluss (En el río) - 6' - Co-direção - Vídeo criação . Projeto Madrid Processos 06 AVAM (CRAC)
- 2006 - Lo que ellas ven - Sala Rekalde Bilbao
- 2005 - El pasajero triste - Arte Solidária - Vídeo instalação - Centro Cultural El Águila.
- 2005 - Ni locas, ni terroristas - 50' - Documentário - Roteiro e Direção - Continental Films para TVE - La noche temática
- 2005 -11 segundos - Produções Orgânicas para TVE. Documentos TV
- 2004 - El origen de la violencia - Exposição 2005-2006 Corcel de amor. Museu Nacional Centro de Arte Reina Sofia.
- 2004 - Lloro - Vídeo instalação
- 2004 - Gonzalo Rojas, poeta del relámpago - Universidade de Alcalá de Henares
- 2003 - El camino de Moisés - Documentário - Direção
- 2001 - Atrapados en el paraíso - Documentário - Roteiro e Direção
- 2000 - Time's Up! (Se acabó el tiempo) - Longa Metragem - Roteiro, Direção e Produção
- 2000 - Amor Veloz - Vídeo criação. Homenagem à Margarite Duras
- 2000 - Cuando amo, amo - Curta metragem rodado em Nova York
- 1997 - Cuéntame de la Luna Christian Aid - Inglaterra
- 1996 - Por qué no una mujer Ordas - SL Madrid
- 1996 - Calor City
- 1995 - Pekin no fue un sueño - Documentário
- 1995 - Social summit, people summit - Nações Unidas
- 1994 - La herida de mi ojo
- 1993 - Mírame, mírame - Roteiro, Direção e Produção
- 1991 - Esquizo Formas
- 1990 - Encuentro entre dos reinas (Meeting of Two Queens) Vídeo experimental - Curta metragem - Roteiro, Direção e Produção
- 1989 - Largo recorrido
- 1988 - Chile, por qué no sé -  Documentário
- 1987 - Voix on eine pista - Vídeo experimental
- 1984 - Alcobendas puede ser un nombre de mujer - Documentário
- 1982 - Entre actos - Vídeo arte

## Prêmios
- 2001 Por Time's up! recebeu o prêmio de Melhor Filme no Festival Internacional de Cinema de Amiens e uma Menção Especial no Festival Internacional de Films de Femmes.
- 1994 Alcobendas puede ser un nombre de mujer - Premio Nacional do Instituto de la Mujer
- 1993 Mírame, mírame melhor curta metragem do Festival Internacional de Cine realizado por mujeres [16]